# 프란체스코 1세 곤차가

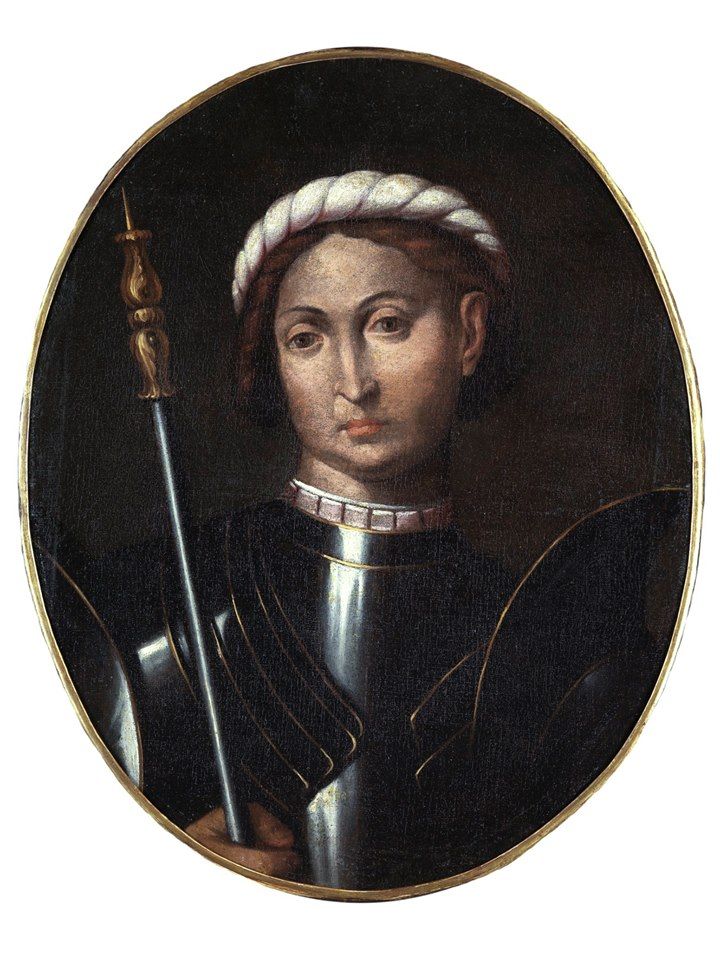
프란체스코 1세 곤차가의 초상화

프란체스코 1세 곤차가(Francesco I Gonzaga, 1366년 – 1407년 3월 7일)는 1382년부터 1407년까지의 만토바의 군주이다. 또한 그는 콘도티에로였다.
그의 아버지 루도비코 2세 곤차가의 자리를 계승한 그는 인근 강국들인 밀라노의 비스콘티 가문과 베네치아 공화국 사이에 정치적 균형을 유지하였다. 1380년에 그는 베르나보 비스콘티의 딸 아녜세 비스콘티와 혼인하였다. 그녀를 간통으로 1391년에 처형하고, 프란체스코는 강해지던 잔 갈레아초 비스콘티로부터 자신의 영지를 보호하기 위해 베네치아와의 동맹으로 바꿨다.
1393년에, 그는 16세기까지 만토바의 통치자들에게 주기적으로 나타났던 유전병인 골연화증을 가져다준 마르게리타 말라테스타와 재혼하였다. 프란체스코는 그 뒤에 잔 갈레아초의 침략에서 영지를 보호하였고, 잔 갈레아초가 사망한 1401년에 분쟁이 종료되었다.
마르게리타에서 태어난 그의 아들이 잔프란체스코 1세이다.
프란체스코 곤차가는 만토바 공작 저택의 중심인 성 조르조 성, 고딕 양식의 파사드로 된 대성당, 성 안드레아 바실리카와 쿠르타토네에 있는 산타 마리아 델레 그라치에 성소의 설립자로서도 기억되고 있다
프란체스코 곤차가는 1401년에 초기 동음 치환 암호를 사용한 이 중 한 명이다. 이 역사적인 암호는 15세기보다 빨리 사용되었으며 이는 기존의 해독으로부터 저항력을 지녔었다.
| 이전 루도비코 2세 | 만토바의 군주 1382년–1407년 | 이후 잔프란체스코 1세 |